# Baba O'Riley
Baba O'Riley — пісня гурту The Who, випущена 1971 року.
Вийшла в альбомі Who's Next, а також як сингл.
Потрапила до списку 500 найкращих пісень усіх часів за версією журналу Rolling Stone.
|  | Це незавершена стаття про пісню. Ви можете допомогти проєкту, виправивши або дописавши її. |